# Honduras Top 50
Honduras Top 50 est un classement hebdomadaire de musique au Honduras. Il est édité par le quotidien El Tiempo.